# Florisuga
Florisuga là một chi chim trong họ Chim ruồi.

## Hình ảnh

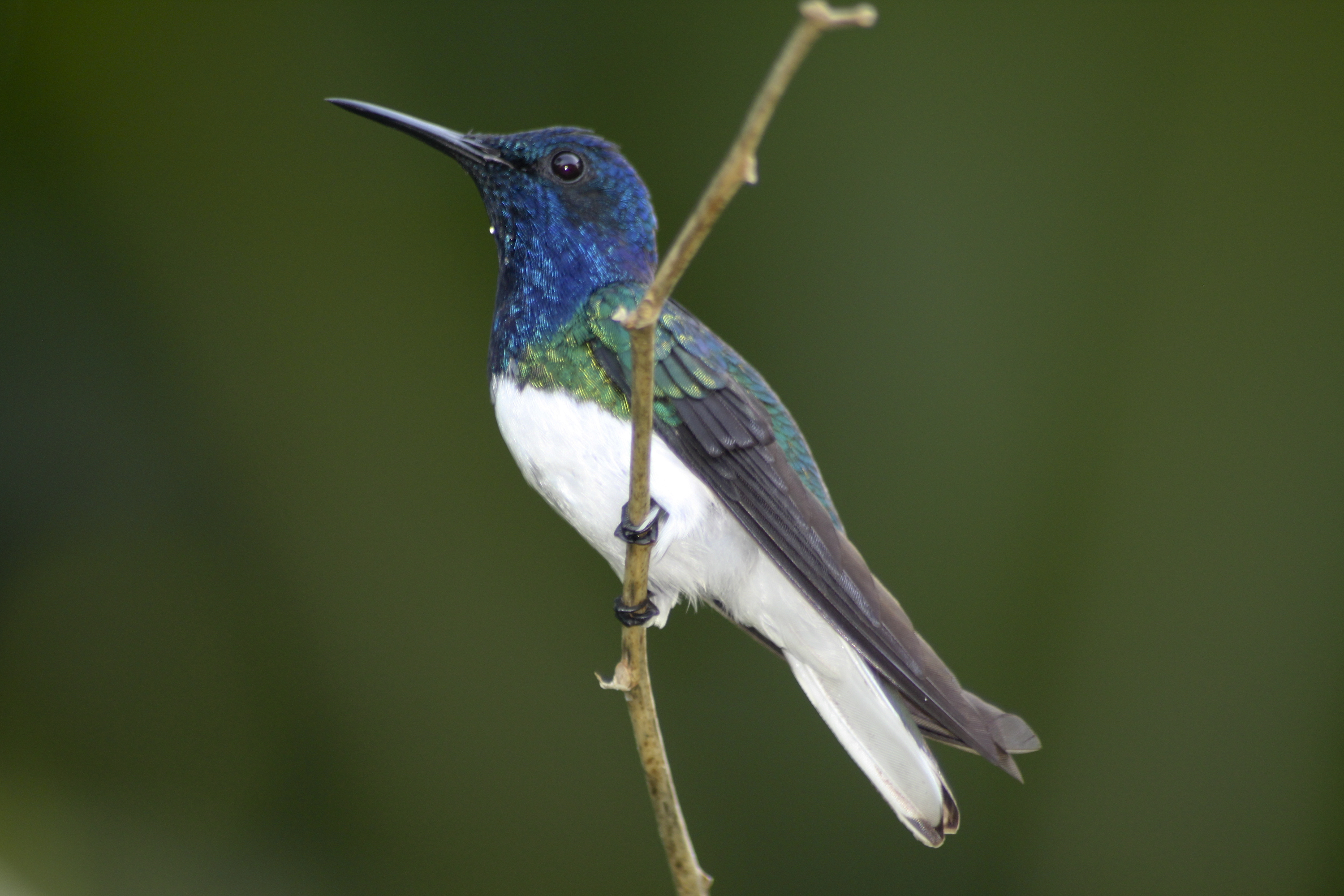
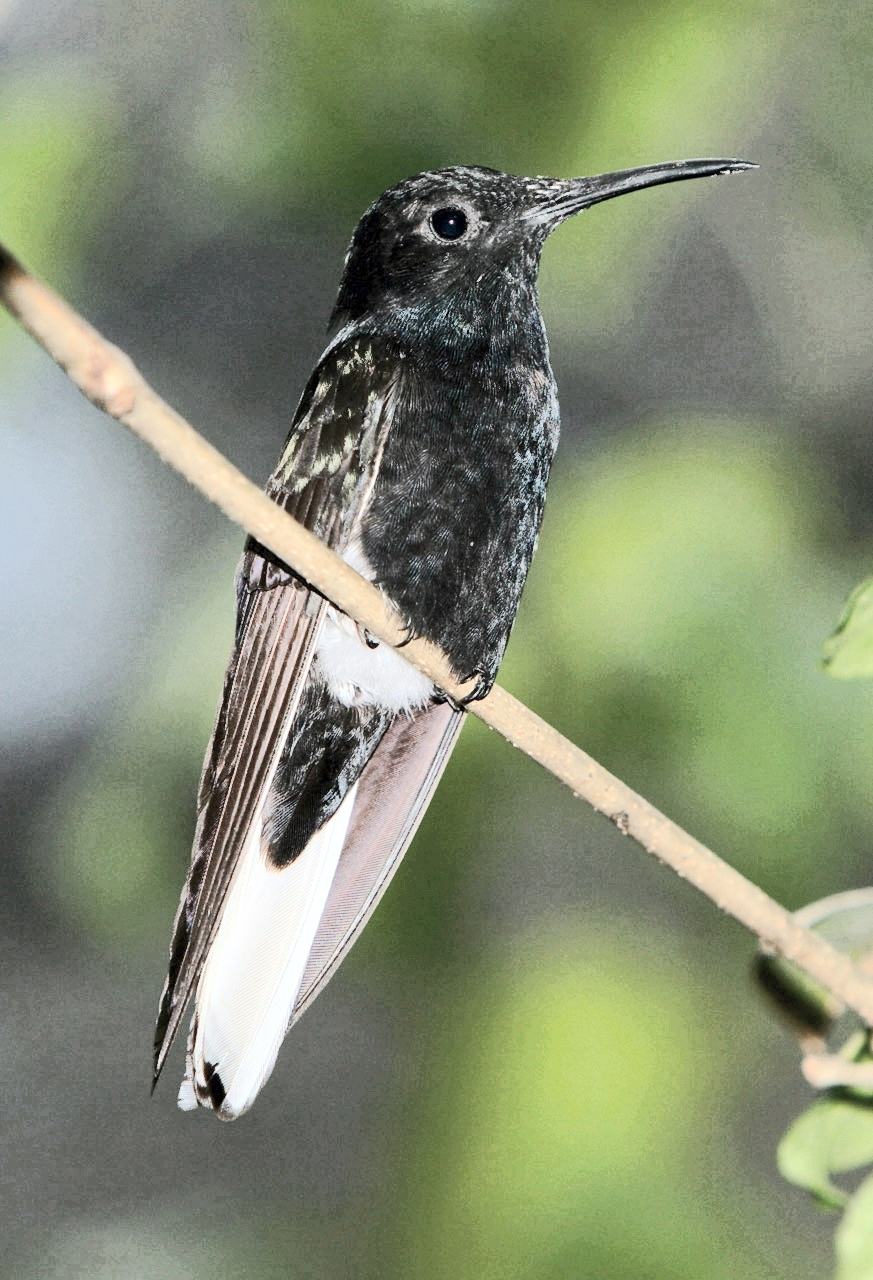
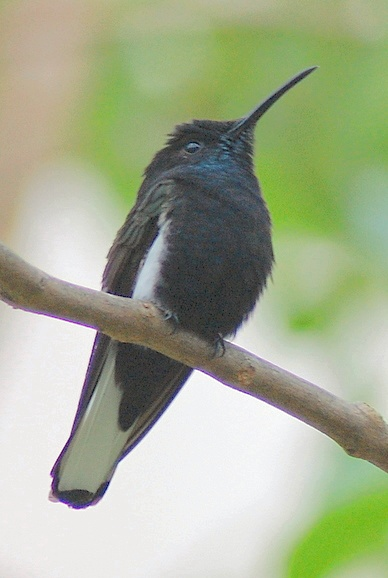
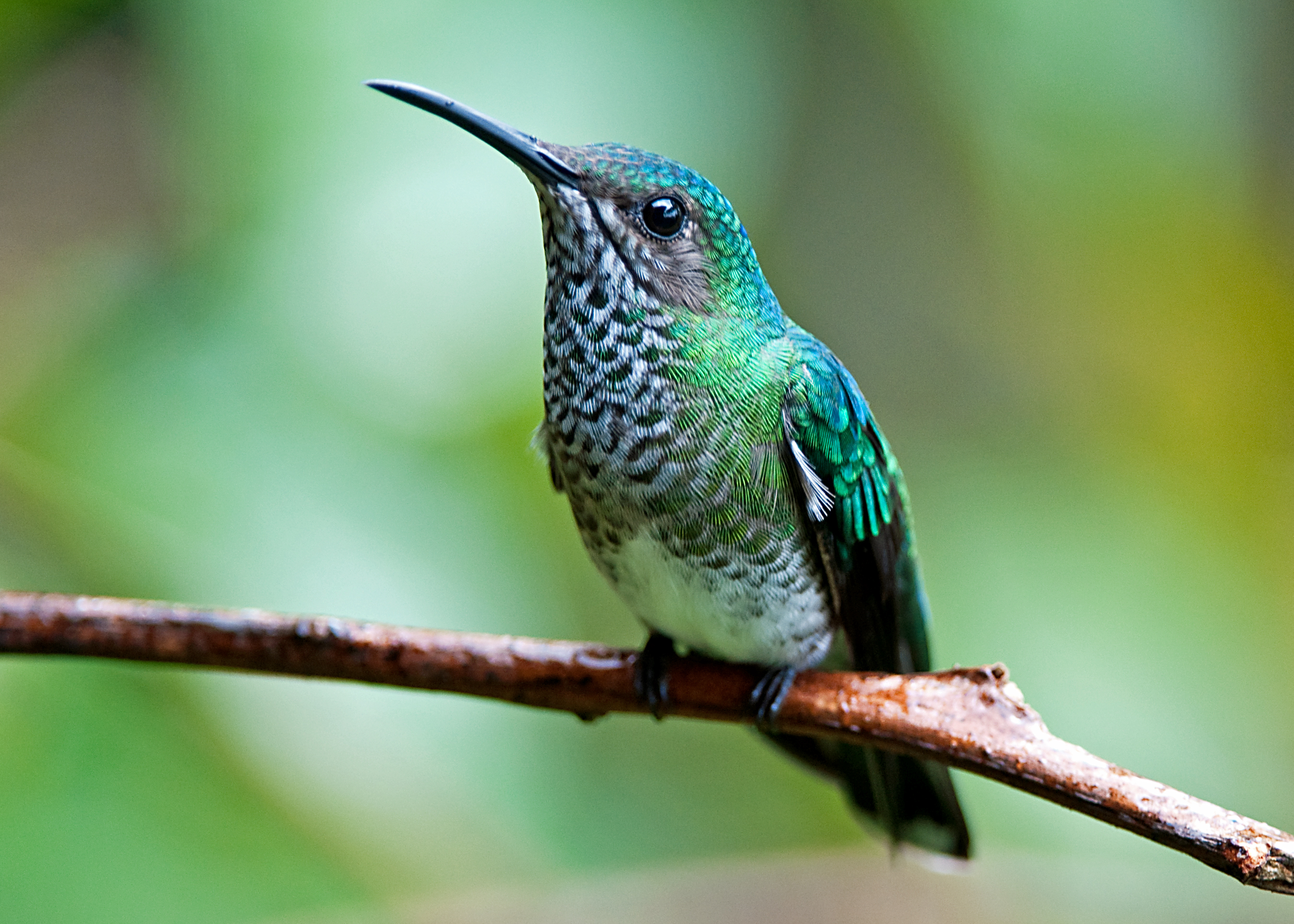

## Các loài
- Florisuga mellivora
- Florisuga fusca